# Liechtensteiner Cup 1980/81
Der Liechtensteiner Cup 1980/81 war die 36. Austragung des Fussballpokalwettbewerbs der Herren in Liechtenstein. Der FC Balzers gewann zum vierten Mal den Titel.

## Teilnehmende Mannschaften
Folgende sieben Mannschaften nahmen am Liechtensteiner Cup teil:
| - FC Schaan - FC Vaduz - FC Ruggell - FC Triesenberg | - FC Balzers - USV Eschen-Mauren - FC Triesen |

## 1. Vorrunde
Der FC Vaduz hatte für diese Runde ein Freilos. 
|                | Ergebnis |                   |
| -------------- | -------- | ----------------- |
| FC Balzers     | 5:1      | FC Schaan         |
| FC Triesenberg | 1:3      | USV Eschen-Mauren |
| FC Ruggell     | 2:0      | FC Triesen        |

## Halbfinale
|                   | Ergebnis |            |
| ----------------- | -------- | ---------- |
| FC Ruggell        | 5:0      | FC Vaduz   |
| USV Eschen-Mauren | 2:3      | FC Balzers |

## Finale
Das Finale fand am 28. Mai 1981 in Eschen statt.
| Datum      |            | Ergebnis |            |
| ---------- | ---------- | -------- | ---------- |
| 28.05.1981 | FC Balzers | 3:0      | FC Ruggell |